# إكليل من الورد (رواية)
إكليل من الورد (بالإنجليزية: A Wreath of Roses)‏ هي رواية للكاتبة البريطانية إليزابيث تايلور، نشرت عام 1949، لأول مرة عن دار نشر بيتر ديفيس في المملكة المتحدة وألفريد كنوبف في الولايات المتحدة.